# Іренув
Іренув (пол. Irenów) — село в Польщі, у гміні Парадиж Опочинського повіту Лодзинського воєводства.
Населення — 106 осіб (2011).
У 1975-1998 роках село належало до Пйотрковського воєводства.

## Демографія
Демографічна структура станом на 31 березня 2011 року:
|          | Загалом | Допрацездатний вік | Працездатний вік | Постпрацездатний вік |
| -------- | ------- | ------------------ | ---------------- | -------------------- |
| Чоловіки | 53      | 5                  | 41               | 7                    |
| Жінки    | 53      | 12                 | 27               | 14                   |
| Разом    | 106     | 17                 | 68               | 21                   |